# Réserve naturelle régionale du bois d'Encade
La réserve naturelle régionale du bois d'Encade (RNR169) est une réserve naturelle régionale située dans les Hauts-de-France. Classée en 2008, elle occupe une surface de 2 hectares et protège l'un des derniers massifs boisés diversifiés dans ce secteur marqué par une agriculture céréalière intensive.

## Localisation

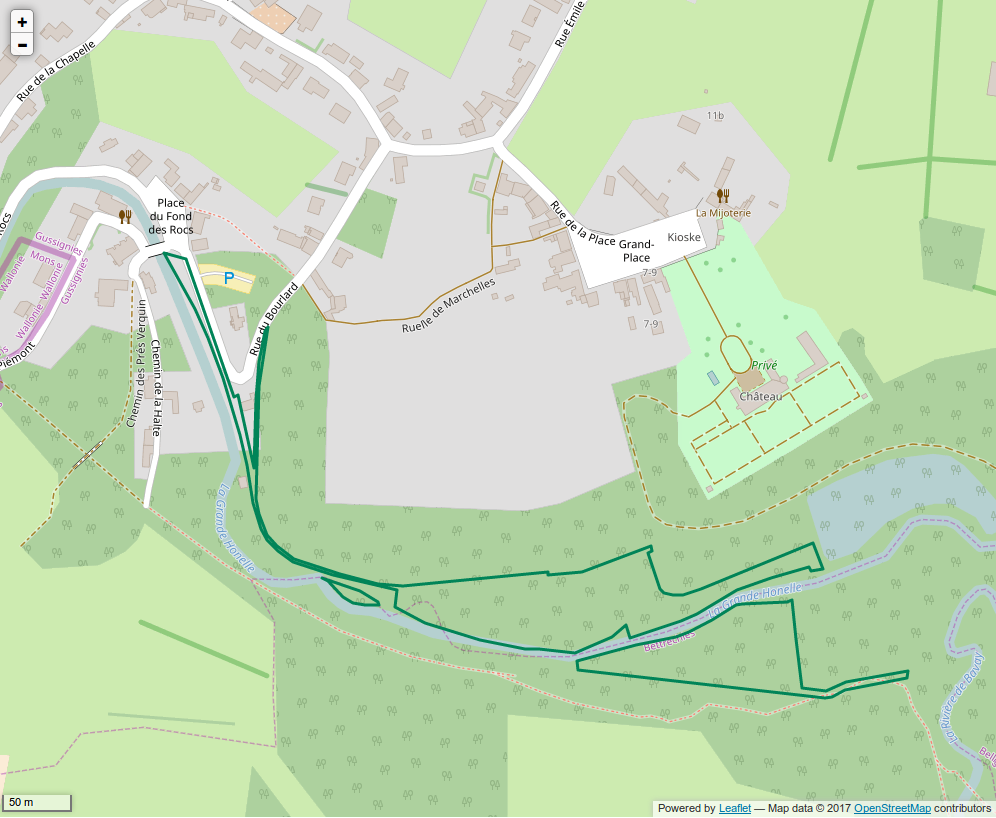
Périmètre de la réserve naturelle.

Le territoire de la réserve naturelle est dans le département du Nord, sur le territoire des communes de Bettrechies et Gussignies. Il se situe le long de l'Hogneau, dans un fond de vallée à une altitude de 83 m et comprend une mosaïque de milieux boisés, ouverts et de transition.

## Histoire du site et de la réserve
En novembre 1999, la propriétaire réalise le premier dossier de demande d'agrément en réserve naturelle volontaire et le soumet ensuite à la préfecture du Nord. Le 6 février 2001, la RNV du bois d'Encade est approuvée par arrêté préfectoral. Le site est alors géré par le CPIE Bocage de l'Avesnois.
En 2002, la loi « démocratie de proximité » déclasse toutes les RNV. La procédure de reclassement aboutit en 2008 à la création de la RNR.

## Écologie (biodiversité, intérêt écopaysager…)
Situé dans la vallée de l'Hogneau, c'est un îlot de biodiversité et un site stratégique dans la reconstitution de corridors biologiques. Les milieux boisés (boisements naturels et anciens taillis) sont principalement exposés sur les versants abrupts. À la suite de l'exploitation de peupliers en 2001, une vaste clairière ensoleillée s'est constituée aux abords des ruines de l'ancienne marbrerie. Cette dernière ainsi que les nombreuses petites carrières créent un ensemble de faces rocheuses colonisées par une végétation caractéristique. Le cours de l'Hogneau et ses berges boisées contribuent à la diversité remarquable des habitats du site.
D'après une étude menée par Bruno de Foucault (1995), la réserve naturelle compte deux milieux d'intérêt communautaire (milieu relevant de l'annexe 1 de la directive Habitat) :
- le Phalario arudinaceae - Petasitetum hybridi : mégaphorbiaie caractérisée par de grandes herbes eutrophes : le Cirse des maraîchers (Cirsium oleraceum), la Reine-des-prés (Filipendula ulmaria) et le Pétasite officinal (Petasites hybridus).
- l'Asplenium trichomano quadrivalentis-scolopendrii : association chasmophyte (colonisant les fentes humifères des murs et des rochers). On compte notamment la présence de la Scolopendre (Asplenium scolopendrium) et de la Fougère mâle qui profitent de l'ambiance forestière et des ruines ombragées, voire humides, pour se développer.

### Flore

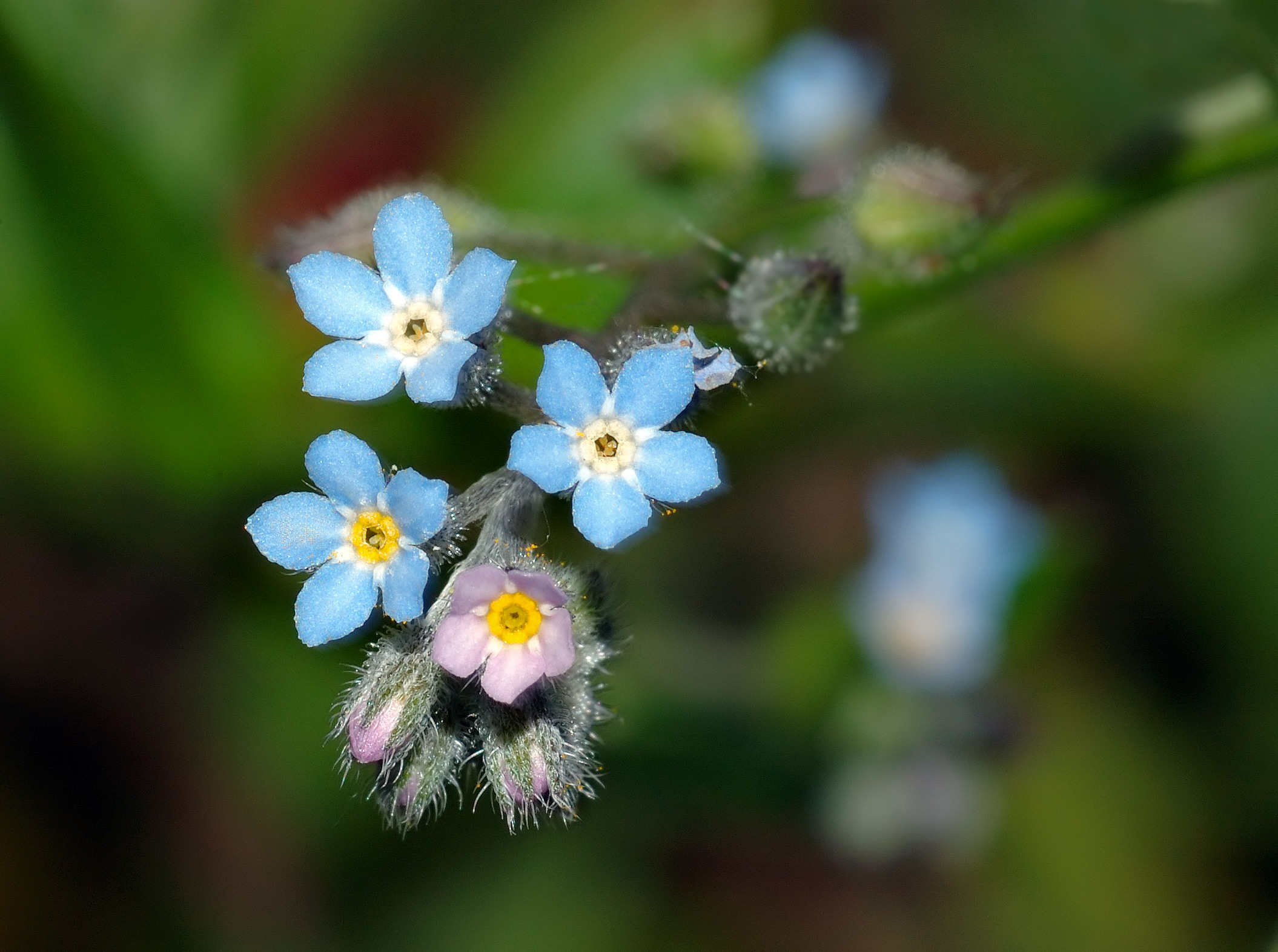
Myosotis des forêts (ou Myosotis sylvatica)

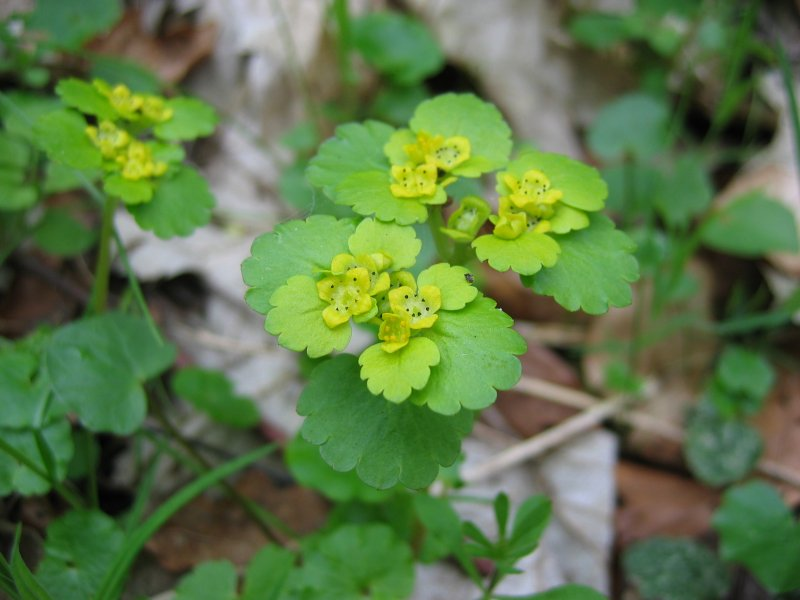
Dorine à feuilles alternes (ou Chrysosplenium alternifolium)

En 1995, ce sont 325 espèces qui ont été recensées sur la globalité du bois d'Encade. Le nombre total et précis d'espèces sur la réserve naturelle n'est pas encore connu. Néanmoins, divers taxons à valeur patrimoniale sont identifiés dans la réserve :
- Myosotis des bois (Myosotis sylvatica) ; Cette espèce est localement abondante, est présente un peu partout le long des sentiers et des chemins forestiers de la terrasse alluviale de l'Hogneau. Elle ne semble pas localement menacée. Malgré son statut "très rare", le Myosotis des bois est l'espèce la plus abondante du site ;
- Dorine à feuilles alternes (Chrysosplenium alternifolium) ; L'essentiel des stations est disséminé sur les bords de l'Hogneau. Les stations situées dans la réserve naturelle sont menacées par un piétinement régulier. Le développement de la Renouée du Japon (plante introduite et invasive) sur les berges de l'Hogneau représente également une menace pour cette espèce dont 32 stations ont été comptabilisées ;
- Stellaire des bois (Stellarie nemorum) ;
- Corydale à bulbe plein (Corydalis solida) ;
- Lathrée écailleuse (Lathrea squamaria).

### Faune
La réserve abrite de nombreux animaux forestiers et des lisières (oiseaux, micromammifères et petits mammifères..) et amphibiens, ainsi que de très nombreux invertébrés dont insectes du bois-mort et des cours d'eau. Pour l'avifaune, un peu plus de 80 espèces différentes d’oiseaux ont été observés sur le site, dont 50 % environ sont nicheuses (Martin-pêcheur d'Europe).
On trouve également des chauves-souris dans le bois d'Encade dont le Murin de Brandt.
Une vingtaine de papillons diurnes ont été identifiés sur le site (dont 3 sont considérés comme rares : le Petit mars changeant, le Grand Mars changeant et la Piéride de la moutarde).
De nombreuses espèces de champignons peuvent être observés, en automne principalement, dont plusieurs espèces associées au bois-mort.

### État, pressions ou menaces, réponses
La surfréquentation, l'eutrophisation et la colonisation de certains milieux par des espèces invasives sont des menaces que la mise en réserve naturelle devrait permettre de mieux contrôler.
La Renouée du Japon est une des espèces introduites présentes sur le site, susceptible de prendre de l'extension sans une gestion appropriée.

## Intérêt touristique et pédagogique

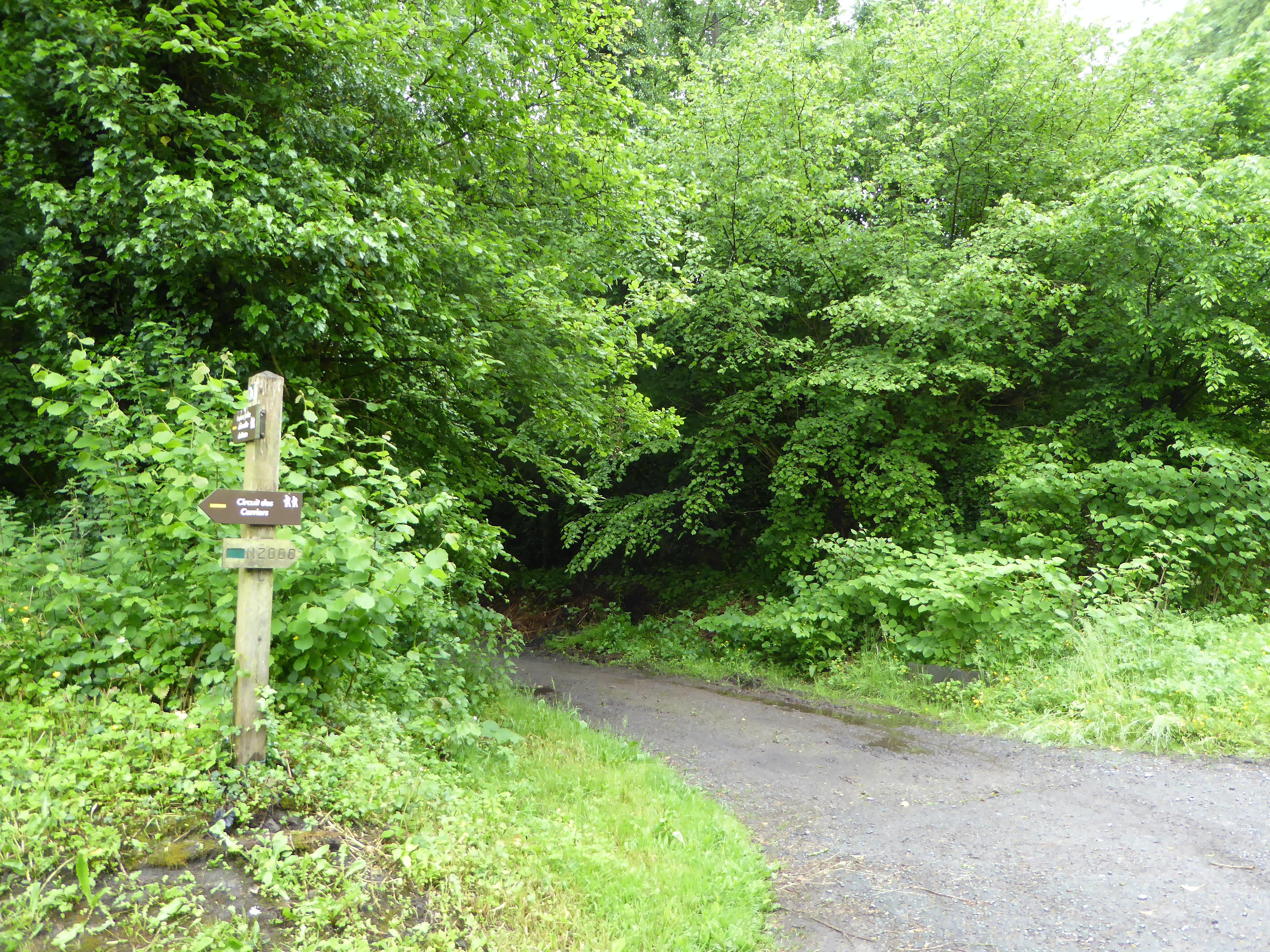
Le sentier des Carriers à Cussignies

Le sentier des Carriers (4,5 km) fait partie d'un circuit de randonnée pédestre composé de trois boucles.

## Administration, plan de gestion, règlement
La réserve naturelle est gérée par le Conservatoire d'espaces naturels des Hauts de France.

### Outils et statut juridique
La RNV a été créée en 2001. Le classement en réserve naturelle régionale est intervenu par une délibération du Conseil régional Nord - Pas de Calais du 30 juin 2008.